# Handelshochschule Königsberg

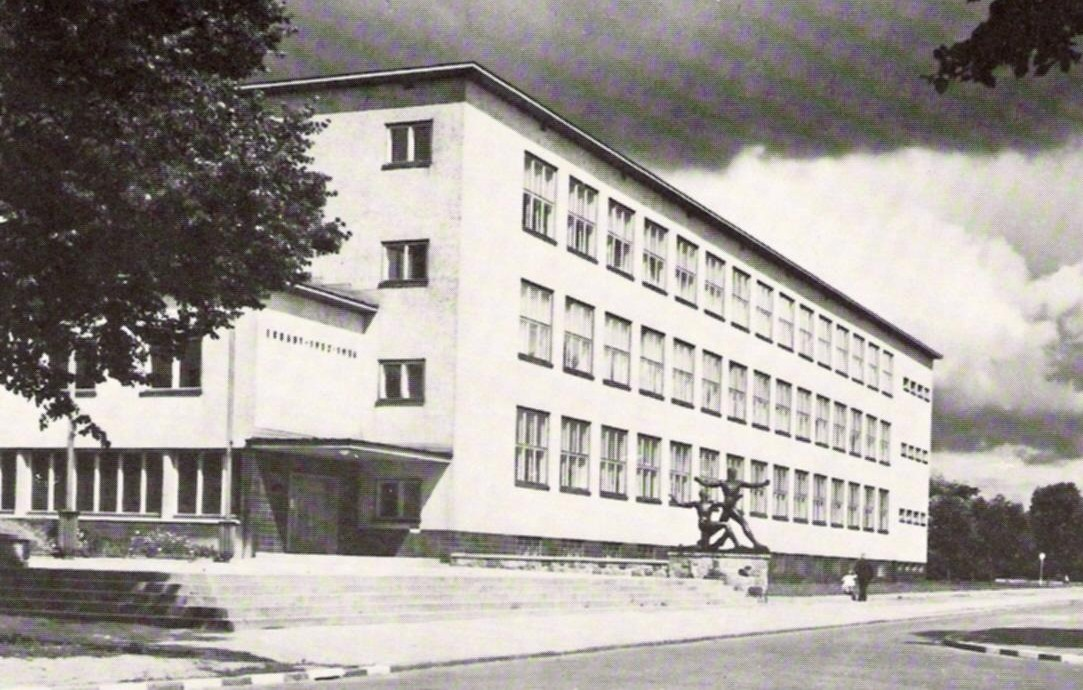
Die Handelshochschule am Oberteich

Die Handelshochschule war eine Hochschule im ostpreußischen Königsberg.

## Geschichte
Schon 1907 fanden städtische Handelshochschulkurse im Altstädtischen Rathaus statt. 1915 entstand daraus eine Handelshochschule, die aufgrund des enormen Zuspruches bald in die Gebäude der Steindammer Schule in die 3. Fließstraße 1 verlegt wurde. 1928 zählte man bereits 600 Studenten. Am 24. November 1930 wurde der Handelshochschule mit einem Festakt in der Stadthalle das Promotionsrecht verliehen. Am gleichen Tag erfolgte die Grundsteinlegung für das neue Hochschulgebäude durch den preußischen Ministerpräsidenten Otto Braun am Oberteich. Der Neubau wurde durch den Architekten und preußischen Baubeamten Hans Malwitz mit einem Kostenaufwand von 1.113.000 Reichsmark erstellt.
Eine aus Bronze gegossene und vor dem Eingangsbereich aufgestellte Figurengruppe, die den „Aufbruch der deutschen Jugend“ darstellen sollte, wurde von dem Bildhauer Helfried Albrecht geschaffen.
Die Handelshochschule war die einzige Ostdeutschlands und hatte im Wintersemester 1937/1938 neun Professoren, 28 Dozenten, 234 Studenten und 88 Gasthörer; die Bibliothek umfasste 47.000 Bände. Zu den zwölf Seminaren kamen noch das Technologisch-warenkundliche Institut, das Institut für Bürowirtschaft und das Institut für Genossenschaftswesen. In der Zeit des Nationalsozialismus bestanden an der Handelshochschule drei Kameradschaften: „Henning Schindekopp“, „Samland“ (ASpV Ostpreußen) und „Memelland“.
Die 1946 gegründete Wirtschaftshochschule Mannheim übernahm zu Beginn der 1960er Jahre eine Patenschaft für die Königsberger Handelshochschule. Die Akten wurden 1970 nach Mannheim abgegeben.

## Alumni und Lehrer
- Liesel Beckmann
- Walter Le Coutre
- Otto Gerlach (Ökonom)
- Otto Hummel
- Alfred Manigk
- Andreas Predöhl
- Karl Friedrich Rößle
- Erwin Scheu
- Hans Seischab
- Herbert Schack
- Gustav Schneider (Politiker, 1877)
- Fritz Urbschat[2]
- Ernst Walb